# Sagotia racemosa
Sagotia racemosa là một loài thực vật có hoa trong họ Đại kích. Loài này được Baill. miêu tả khoa học đầu tiên năm 1860.